# Ван Цян (теннисистка)
Ван Цян (кит. упр. 王蔷, пиньинь Wáng Qiáng; род. 14 января 1992, Тяньцзинь) — китайская теннисистка; победительница двух турниров WTA в одиночном разряде.

## Общая информация
Цян в теннисе с девяти лет; первое время она занималась в одной из китайских академий, а в 16 лет переехала в Японию.
Лучший удар — подача; сильный момент в игре — скорость передвижения по корту.

## Спортивная карьера

### 2006—2017
Первые взрослые турниры Ван Цян сыграла в 2006 году. Быстрого прогресса добиться не удалось и первые профессиональные титулы она выиграла осенью 2010 года, победив по разу в одиночном и парном разряде на соревнованиях с минимальным призовым фондом из цикла ITF. В апреле 2012 года впервые сыграла за сборную Китая в розыгрыше Кубка Федерации, но проиграла два своих матча соперницам из Аргентины. В июле того же года после долгих попыток, наконец-то, удалось попасть через квалификацию в основную сетку WTA-тура — на турнире в Баку. Затем Ван выиграла 75-тысячник ITF в Китае, переиграв в финале Чжань Юнжань. В феврале 2013 года на турнире в Куала-Лумпуре, находясь на 186-м месте рейтинга ей удалось обыграть № 10 в мире Каролину Возняцки (2-6, 7-6, 6-1), но далее второго раунда на тот турнире она не прошла.
В 2014 году Ван Цян отобралась на свой дебютный турнир серии Большого шлема, когда она выиграла квалификацию на Открытом чемпионате США. В первом раунде она достаточно легко прошла Паулу Каню, а во втором в трёх сетах проиграла Кейси Деллаккве. В начале ноября того же года китаянка доиграла до финала на турнире в Нинбо в рамках малой серии WTA 125. Это результат позволил Ван Цян впервые подняться в топ-100 мирового рейтинга. В 2015 году она сыграла в основной сетке уже на всех четырёх турнирах серии Большого шлема, а на Открытом чемпионате США второй год подряд вышла во второй раунд, переиграв Марию Саккари.
В 2016 году Ван Цян стартовала с выхода в 1/4 финала в Шэньчжэне. Затем она успешно прошла три раунда квалификации на Открытый чемпионат Австралии и в первом раунде нанесла поражение Слоан Стивенс (6-3, 6-3), а затем проиграла Анне-Лене Фридзам. Весной удалось выйти в четвертьфинал в Куала-Лумпуре, а на более мелких турнирах цикла ITF взять два титула на 50-тысячниках и доиграть до финала на одном 75-тысячнике. На Ролан Гаррос она прошла во второй раунд, а в июле выиграла ещё один 50-тысячник цикла ITF. В августе Ван впервые сыграла на Олимпийских играх в Рио-де-Жанейро, где в первом раунде уступила Светлане Кузнецовой. На Открытом чемпионате США в первом раунде удалось обыграть россиянку Дарью Касаткину и третий сезон подряд выйти во второй раунд. Лучшим результатом осени стал выход в четвертьфинал на турнире в Гонконге.
В первой части сезона 2017 года Ван Цян отметилась тремя выходами в четвертьфинал (в январе в Шэньчжэне, а в феврале в Дубае и Куала-Лумпуре. В апреле ей удалось выиграть турнир малой серии WTA 125 в Чжэнчжоу. Уимблдонский турнир стал единственным в сезоне из серии Большого шлема, где китаянка смогла преодолеть первый раунд (до этого он здесь не выигрывала ни одного матча в основной сетке). В июле Ван впервые поднялась в топ-50. Осенью она лучше всего сыграла на турнире в Гонконге, где вышла в полуфинал в одиночном разряде и финал в парном (совместно с Лу Цзяцзин).

### 2018—2019 (пик карьеры, топ-20 и 1/4 финала в США)
В 2018 году Ван Цян смогла добиться существенного прогресса, хотя на старте сезона не показывала сильных результатов. Лучше всего на хардовом отрезке старта сезона она сыграла на крупном турнире в Индиан-Уэлсе, где вышла в четвёртый раунд. На Открытом чемпионате Франции в этом году она впервые вышла в третий раунд Большого шлема, победив в том числе в первом раунде № 9 в мире Винус Уильямс (6-4, 7-5). В июле Ван Цян смогла выиграть дебютный титул в основном туре, когда стала сильнейшей на турнире в Наньчане. На Открытом чемпионате США она второй раз в сезоне вышла в третий раунд Большого шлема.
Осенью 2018 года Ван Цян провела очень удачный отрезок, показывав сильные результаты на каждом турнире. В сентябре она вышла в полуфинал турнира в Хиросиме, а затем выиграла второй титул в сезоне, став чемпионкой соревнования в Гуанчжоу и обыграв в финале Юлию Путинцеву (6-1, 6-2). На турнире серии Премьер 5, который проходил в Ухане, она обыграла Марию Саккари, а затем во втором раунде № 7 в мире Каролину Плишкову (6-1, 3-6, 6-3). После побед над Дарьей Гавриловой и Моникой Пуиг китаянка вышла в полуфинал, в которым не смогла доиграть второй сет с Анетт Контавейт. В октябре на Премьер-турнире высшей категории в Пекине вновь удалось выйти в полуфинал, обыграв Елену Остапенко, Каролину Плишкову и Арину Соболенко. В полуфинале турнира в Пекине она уступила датчанке Каролине Возняцки. На следующем турнире в Гонконге Ван дошла до финала, обыграв в том числе № 5 в мире Элину Свитолину и Гарбинью Мугурусу, но уступила в двух сетах украинке Даяне Ястремской. В конце сезона сыграла на малом итоговом турнире — Трофей элиты WTA, где вновь вышла в решающий матч, в котором уступила Эшли Барти — 3-6, 4-6. Удачная концовка позволила Ван Цян по итогам сезона занять место в топ-20 одиночного рейтинга.
На Открытом чемпионате Австралии 2019 года дошла до третьего круга, в котором проиграла Анастасии Севастовой из Латвии. На крупном соревновании в Индиан-Уэлсе вышла в четвёртый раунд, уступив там Бьянке Андрееску. На следующем статусном турнире в Майаме Ван Цян уже смогла пройти в четвертьфинал, в котором её обыграла Симона Халеп. Грунтовый отрезок провела скромнее, отметившись только четвертьфиналом турнира в Праге, в котором проиграла Бернарде Пере из США. На Ролан Гаррос она проиграла во втором раунде. На Уимблдоне она впервые вышла в третий раунд и, таким образом, смогла достичь этой стадии на всех Больших шлемах за карьеру. В августе она вышла в полуфинал турнира в Бронксе, а затем уже на Открытом чемпионате США единственный раз в карьере смогла выйти в четвертьфинал на турнирах серии Большого шлема. В четвёртом раунде Ван Цян сенсационно обыграла вторую ракетку мира Эшли Барти (6-2, 6-4), но затем разгромно проиграла в 1/4 Серене Уильямс в двух сетах. Результат на кортах Нью-Йорка позволил китаянка подняться на рекордное для себя в карьере — 12-е место мирового рейтинга. Однако в осенней части сезона она провела четыре турнира, где максимально добиралось до третьего раунда в Ухане и завершила сезон в ранге № 29 в мире.

### 2020—2022
2020 год Ван Цян начала с домашнего турнира в Шэньчжэне, где вышла в четвертьфинал. На Открытом чемпионате Австралии 2020 года Ван Цян взяла реванш у Серены Уильямс (за поражение в 1/4 в США), переиграв её в третьем круге со счётом 6-4, 6-7(2), 7-5. В четвёртом круге проиграла Онс Жабёр из Туниса. В феврале она вышла в четвертьфинал турнира в Хуахине, а после перерыва в сезоне, связанной с пандемией COVID-19, как и многие китаянки, не выступала.
Начало сезона 2021 года для Ван прошло со знаком минус. До середины мая на 11 турнирах она выиграла в общей сложности четыре матча. Но после этого неожиданно вышла в финал турнира в Парме, который стал единственным в её карьере на грунтовом покрытии. Его китаянка проиграла Кори Гауфф из США (1-6, 3-6), а до этого в полуфинале смогла переиграть Слоан Стивенс (6-2, 7-6). До конца сезона Ван сыграла всего два турнира. В мае на Ролан Гаррос она выбыла на стадии второго раунда, а в июле такой же результат её ждал на Олимпиаде в Токио. Пропуски турниров и малорезультативная игра к концу сезона отбросила китаянку за пределы топ-100.
На Открытом чемпионате Австралии 2022 года Ван Цян смогла выиграть в первом раунде 18-ю сеянную Кори Гауфф (6-4, 6-2) и в целом пройти в третий раунд. В феврале ей удалось выйти в полуфинал на турнире в Гвадалахаре, а в начале марта в четвертьфинал в Монтеррее. В апреле она сыграла последнии матчи за сборную Китая в Кубке Билли Джин Кинг. Всего с 2012 года в составе национальной команды она провела 33 матча (26 в одиночном разряде), из которых победила 21 раз (19 в одиночках). В июле, начав с квалификации, Ван доиграла до полуфинала грунтового турнира в Праге. В сентябре она сыграла последний матч в сезоне на турнире в Токио, проиграв в первом раунде Элизе Мертенс.

## Итоговое место в рейтинге WTA по годам
| Год  | Одиночный рейтинг | Парный рейтинг |
| 2022 | 92                | 951            |
| 2021 | 104               | 1666           |
| 2020 | 34                | 527            |
| 2019 | 29                | 306            |
| 2018 | 20                | 253            |
| 2017 | 45                | 154            |
| 2016 | 70                | 1 119          |
| 2015 | 114               | 969            |
| 2014 | 100               |                |
| 2013 | 217               |                |
| 2012 | 193               |                |
| 2011 | 270               | 1 208          |
| 2010 | 291               | 622            |
| 2009 | 363               | 835            |
| 2008 | 556               |                |
| 2007 | 778               |                |
| 2006 | 896               |                |

## Выступления на турнирах

### Финалы Итоговых турнировWTAв одиночном разряде (1)

#### Поражения (1)
| №  | Год  | Турнир           | Покрытие   | Соперница в финале | Счёт    |
| 1. | 2018 | Трофей элиты WTA | Хард (зал) | Эшли Барти         | 3-6 4-6 |

### Финалы турнировWTAв одиночном разряде (5)

#### Победы (2)
| Легенда:                                   |
| ------------------------------------------ |
| Турниры Большого шлема (0)*                |
| Олимпиада (0)                              |
| Итоговый турнир WTA (0)                    |
| Premier Mandatory / WTA 1000 Mandatory (0) |
| Premier 5 / WTA 1000 (0)                   |
| Premier / WTA 500 (0)                      |
| International / WTA 250 (2)                |

| Титулы по покрытиям | Титулы по месту проведения матчей турнира |
| ------------------- | ----------------------------------------- |
| Хард (2)*           | Зал (0)                                   |
| Грунт (0)           | Зал (0)                                   |
| Трава (0)           | Открытый воздух (2)                       |
| Ковёр (0)           | Открытый воздух (2)                       |

* количество побед в одиночном разряде.
| №  | Дата             | Турнир          | Покрытие | Соперница в финале | Счёт            |
| 1. | 29 июля 2018     | Наньчан, Китай  | Хард     | Чжэн Сайсай        | 7-5 4-0 — отказ |
| 2. | 22 сентября 2018 | Гуанчжоу, Китай | Хард     | Юлия Путинцева     | 6-1 6-2         |

#### Поражения (3)
| №  | Дата            | Турнир           | Покрытие   | Соперница в финале | Счёт    |
| 1. | 14 октября 2018 | Гонконг          | Хард       | Даяна Ястремская   | 2-6 1-6 |
| 2. | 4 ноября 2018   | Трофей элиты WTA | Хард (зал) | Эшли Барти         | 3-6 4-6 |
| 3. | 22 мая 2021     | Парма, Италия    | Грунт      | Кори Гауфф         | 1-6 3-6 |

### Финалы турнировWTA 125иITFв одиночном разряде (21)

#### Победы (15)
| Легенда:                    |
| --------------------------- |
| WTA 125 (1)*                |
| 100.000 USD (0)             |
| 80.000 (75.000)** USD (1)   |
| 60.000 (50.000)** USD (5)   |
| 40.000 USD (1)              |
| 25.000 USD (4)              |
| 15.000 (10.000)** USD (3+1) |

** призовой фонд до 2017 года
| Титулы по покрытиям | Титулы по месту проведения матчей турнира |
| ------------------- | ----------------------------------------- |
| Хард (13+1)*        | Зал (0+1)                                 |
| Грунт (0)           | Зал (0+1)                                 |
| Трава (1)           | Открытый воздух (15)                      |
| Ковёр (1)           | Открытый воздух (15)                      |

* количество побед в одиночном разряде + количество побед в парном разряде.
| №   | Дата            | Турнир           | Покрытие | Соперница в финале | Счёт                   |
| 1.  | 20 ноября 2010  | Хёго, Япония     | Ковёр    | Юрина Косино       | 6-1 6-4                |
| 2.  | 18 марта 2012   | Санья, Китай     | Хард     | Хань Синьюнь       | 6-2 6-4                |
| 3.  | 5 августа 2012  | Пекин, Китай     | Хард     | Чжань Юнжань       | 6-2 6-4                |
| 4.  | 1 декабря 2012  | Бангкок, Таиланд | Хард     | Нунгнадда Ваннасук | 6-2 6-1                |
| 5.  | 8 декабря 2012  | Бангкок, Таиланд | Хард     | Вэнь Синь          | 4-6 6-3 6-4            |
| 6.  | 23 февраля 2014 | Нью-Дели, Индия  | Хард     | Юлия Бейгельзимер  | 6-1 6-3                |
| 7.  | 19 мая 2014     | Куруме, Япония   | Трава    | Эри Ходзуми        | 6-3 6-1                |
| 8.  | 25 мая 2014     | Тяньцзинь, Китай | Хард     | Чжу Линь           | 6-3 6-2                |
| 9.  | 2 августа 2014  | Ухань, Китай     | Хард     | Луксика Кумкхум    | 6-2 6-2                |
| 10. | 12 июля 2015    | Бангкок, Таиланд | Хард     | Чжан Кайлинь       | 6-2 6-4                |
| 11. | 27 марта 2016   | Цюаньчжоу, Китай | Хард     | Лю Фанчжоу         | 6-2 6-2                |
| 12. | 17 апреля 2016  | Шэньчжэнь, Китай | Хард     | Маё Хиби           | 6-2 6-0                |
| 13. | 30 июля 2016    | Ухань, Китай     | Хард     | Луксика Кумкхум    | 7-5 6-2                |
| 14. | 23 апреля 2017  | Чжэнчжоу, Китай  | Хард     | Пэн Шуай           | 3-6 7-6(3) 1-1 — отказ |
| 15. | 28 апреля 2024  | Унин, Китай      | Хард     | Ланлана Тараруди   | 1-6 6-3 4-3 — отказ    |

#### Поражения (6)
| №  | Дата           | Турнир                | Покрытие | Соперница в финале  | Счёт                   |
| 1. | 19 июня 2011   | Баликпапан, Индонезия | Хард     | Варатчая Вонгтинчай | 5-7 3-6                |
| 2. | 28 апреля 2013 | Вэньшань, Китай       | Хард     | Чжан Юйсюань        | 6-1 6-7(4) 2-6         |
| 3. | 5 мая 2013     | Гифу, Япония          | Хард     | Ан-Софи Местах      | 6-1 3-6 0-6            |
| 4. | 2 ноября 2014  | Нинбо, Китай          | Хард     | Магда Линетт        | 6-3 5-7 1-6            |
| 5. | 19 июля 2015   | Тяньцзинь, Китай      | Хард     | Дуань Инъин         | 6-4 6-7(2) 0-3 — отказ |
| 6. | 8 мая 2016     | Гифу, Япония          | Хард     | Хироко Кувата       | 2-6 6-2 4-6            |

### Финалы турнировWTAв парном разряде (1)

#### Поражения (1)
| №  | Дата            | Турнир  | Покрытие | Партнёрша  | Соперницы в финале        | Счёт    |
| 1. | 15 октября 2017 | Гонконг | Хард     | Лу Цзяцзин | Чжань Хаоцин Чжань Юнжань | 1-6 1-6 |

### Финалы турнировWTA 125иITFв парном разряде (2)

#### Победы (1)
| №  | Дата            | Турнир        | Покрытие   | Партнёрша   | Соперницы в финале       | Счёт       |
| 1. | 29 октября 2010 | Тайбэй, Китай | Хард (зал) | Гао Шаоюань | Жуань Тинфэй Чжэн Сайсай | 6-3 7-6(2) |

#### Поражения (1)
| №  | Дата             | Турнир             | Покрытие | Партнёрша   | Соперницы в финале   | Счёт           |
| 1. | 25 сентября 2010 | Макинохара, Япония | Ковёр    | Гао Шаоюань | Лу Цзясян Лу Цзяцзин | 5-7 6-1 [9-11] |

## История выступлений на турнирах
По состоянию на 23 декабря 2024 года
Для того, чтобы предотвратить неразбериху и удваивание счета, информация в этой таблице корректируется только по окончании турнира или по окончании участия там данного игрока.
| Турнир                       | 2011          | 2013          | 2014          | 2015          | 2016  | 2017          | 2018          | 2019          | 2020          | 2021          | 2022          | 2024          | Итог   | В/П за карьеру |
| ---------------------------- | ------------- | ------------- | ------------- | ------------- | ----- | ------------- | ------------- | ------------- | ------------- | ------------- | ------------- | ------------- | ------ | -------------- |
| Турниры Большого шлема       |               |               |               |               |       |               |               |               |               |               |               |               |        |                |
| Открытый чемпионат Австралии | -             | К             | -             | 1Р            | 2Р    | 1Р            | 1Р            | 3Р            | 4Р            | 1Р            | 3Р            | -             | 0 / 8  | 8-8            |
| Открытый чемпионат Франции   | -             | К             | -             | 1Р            | 2Р    | 1Р            | 3Р            | 2Р            | -             | 2Р            | 1Р            | -             | 0 / 7  | 5-7            |
| Уимблдонский турнир          | -             | -             | -             | 1Р            | 1Р    | 2Р            | 1Р            | 3Р            | НП            | -             | 2Р            | 1Р            | 0 / 7  | 4-7            |
| Открытый чемпионат США       | К             | -             | 2Р            | 2Р            | 2Р    | 1Р            | 3Р            | 1/4           | -             | -             | К             | 1Р            | 0 / 7  | 9-7            |
| Итог                         | 0 / 0         | 0 / 0         | 0 / 1         | 0 / 4         | 0 / 4 | 0 / 4         | 0 / 4         | 0 / 4         | 0 / 1         | 0 / 2         | 0 / 3         | 0 / 2         | 0 / 29 |                |
| В/П в сезоне                 | 0-0           | 0-0           | 1-1           | 1-4           | 3-4   | 1-4           | 4-4           | 9-4           | 3-1           | 1-2           | 3-3           | 0-2           |        | 26-29          |
| Олимпийские игры             |               |               |               |               |       |               |               |               |               |               |               |               |        |                |
| Олимпийские игры             | Не проводился | Не проводился | Не проводился | Не проводился | 1Р    | Не проводился | Не проводился | Не проводился | Не проводился | 2Р            | НП            | -             | 0 / 2  | 1-2            |
| Итоговые турниры             |               |               |               |               |       |               |               |               |               |               |               |               |        |                |
| Трофей элиты WTA             | -             | -             | -             | -             | -     | -             | Ф             | -             | Не проводился | Не проводился | Не проводился | Не проводился | 0 / 1  | 2-2            |

К — проигрыш в квалификационном турнире.